# Antonio Rocco (filósofo)
Antonio Rocco (Scurcola Marsicana, 1586 – Veneza, 1653)foi um filósofo e escritor italiano, pertencente à ordem dos Franciscanos e professor de filosofia moral.
Estudou com Cesare Cremonini, editou obras de João Duns Escoto e comentários sobre as de Aristóteles, e foi famoso por uma controvérsia que teve com Galileu Galilei sobre os fundamentos aristotélicos da ciência. No século XIX (em 1888) foi descoberto que Rocco foi o autor de uma apologia da pederastia, que escreveu em 1630  publicou em Veneza de forma anônima em meados do século XVII. Trata-se de L'Alcibiade fanciullo a scola. O livro foi considerado escandaloso e foram recolhidos e destruídos os exemplares postos à venda, mas alguns deles perduraram, dos quais foi possível fazer novas edições a partir do final do século XX.

## Obras
- In universam philosophiam naturalem Aristotelis paraphrasis textualis exactissima; necnon quaestiones omnes desiderabiles ad mentem Joannis Duns Scoti subtilis, Varisco, Venecia, 1623.
- In Aristotelis Logicam paraphrasis textualis, & quaestiones ad mentem Scoti. Una cum introductione in principio, & tractatu de secundis intentionibus, Varisco, Venecia, 1627.
- Esercitationi filosofiche di d. Antonio Rocco filosofo peripatetico. Le quali versano in considerare le positioni, & obiettioni, che si contengono nel Dialogo del signor Galileo Galilei Linceo contro la dottrina d'Aristotile, Francesco Baba, Venecia, 1633.
- Animae rationalis immortalitas simul cum ipsius vera propagatione ex semine, via quadam sublimi peripatetica, non hactenus post Aristotelem signata vestigijs, exercitationis philosophicae illibataeque veritatis gratia indagatur ab Antonio Rocco. Philosophicorum operum tomus sextus, Philip Hertz, Frankfurt, 1644.
- L'Alcibiade fanciullo a scola, 1651. Edición moderna: Antonio Rocco: L'Alcibiade fanciullo a scola, Salerno-Roma 1988 y 2003 (edición crítica de Laura Coci).
- De Scurcula Marsorum... In logicam, atque universam naturalem philosophiam Aristoteles paraphrasis textualis exactissima; nec non quaestiones desiderabilis ad mentem Joannis Duns Scoti doctoris subtilis. Quod quidem opus est lectura eiusdem Antonij habita in florentissima Academia Peripateticorum Innouatorum Venetijs, Francesco Baba, Venecia, 1654
- Facultas rationalis sive logica universa in duas partes distributa, et ad usum studiosae iuventutis ordinata, Venetiis, apud Franciscum Salerni, & Ioannem Cagnolini, 1668.